# Crateri di Febe
Segue una lista dei crateri d'impatto presenti sulla superficie di Febe. La nomenclatura di Febe è regolata dall'Unione Astronomica Internazionale; la lista contiene solo formazioni esogeologiche ufficialmente riconosciute da tale istituzione.
I crateri di Febe portano i nomi di personaggi legati al mito di Febe e ai poemi epici Le Argonautiche sia nella versione di Apollonio Rodio sia in quella di Gaio Valerio Flacco.

## Prospetto
| Cratere   | Eponimo | Latitudine | Longitudine | Diametro |
| --------- | --- | ---------- | ----------- | -------- |
| Acastus   | Acasto - Argonauta, figlio di Pelia, Re di Iolco (Tessaglia).                                                            | 9,6° N     | 148,5° W    | 34 km    |
| Admetus   | Admeto - Argonauta, Re di Fere (Tessaglia).                                                                              | 11,4° N    | 39,1° W     | 58 km    |
| Amphion   | Anfione - Argonauta, figlio di Iperasio e Isso.                                                                          | 27° S      | 1,8° W      | 18 km    |
| Butes     | Bute - Argonauta, figlio di Pandione e Zeusippe.                                                                         | 49,6° S    | 292,5° W    | 29 km    |
| Calais    | Calaide - Argonauta, figlio di Borea e Orizia.                                                                           | 38,7° S    | 225,4° W    | 31 km    |
| Canthus   | Canto - Argonauta, venne ucciso da Camauro per aver tentato di rubare una pecora dal suo gregge.                         | 69,6° S    | 342,2° W    | 44 km    |
| Clytius   | Clizio - Argonauta, figlio di Eurito, l'abile arciere ucciso da Apollo per la presunzione di avergli lanciato una sfida. | 46° N      | 193,1° W    | 52 km    |
| Erginus   | Ergino - Argonauta, si unì all'avventura sperando di recuperare le ricchezze perdute dopo la sconfitta subita da Eracle. | 31,6° N    | 337,1° W    | 38 km    |
| Euphemus  | Eufemo - Argonauta, figlio di Poseidone e di Europa.                                                                     | 31,3° S    | 331,1° W    | 23 km    |
| Eurydamas | Euridamante - Argonauta, figlio di Ctimeno.                                                                              | 61,5° S    | 281,6° W    | 19 km    |
| Eurytion  | Euritone - Argonauta, figlio di Iro.                                                                                     | 30,4° S    | 8° W        | 14 km    |
| Eurytus   | Eurito - Argonauta, figlio di Mercurio e Antianira.                                                                      | 39,7° S    | 177,2° W    | 89 km    |
| Hylas     | Ila - Argonauta, figlio di Teiomadante, il re dei Driopi, e compagno di Eracle.                                          | 7,9° N     | 354,5° W    | 30 km    |
| Idmon     | Idmone - Argonauta, figlio di Apollo e di Cirene.                                                                        | 67,1° S    | 197,8° W    | 61 km    |
| Iphitus   | Ifito - Argonauta. | 27,2° S    | 293,3° W    | 22 km    |
| Jason     | Giasone - Il comandante degli Argonauti.                                                                                 | 16,2° N    | 317,7° W    | 101 km   |
| Mopsus    | Mopso - Argonauta, figlio di Ampice e della ninfa Cloride.                                                               | 6,6° N     | 109,1° W    | 37 km    |
| Nauplius  | Nauplio - Argonauta, figlio di Poseidone e Amimone.                                                                      | 31,5° N    | 241,5° W    | 24 km    |
| Oileus    | Oileo - Argonauta, padre di Aiace Oileo.                                                                                 | 77,1° S    | 96,9° W     | 56 km    |
| Peleus    | Peleo - Argonauta, Re di Ftia (Tessaglia), e padre di Achille.                                                           | 20,2° N    | 192,2° W    | 44 km    |
| Phlias    | Fleias - Argonauta, figlio di Dioniso.                                                                                   | 1,6° N     | 359,1° W    | 14 km    |
| Talaus    | Talao - Argonauta, figlio di Però e Biante.                                                                              | 52,3° S    | 325,2° W    | 15 km    |
| Telamon   | Telamone - Argonauta, fratello di Peleo.                                                                                 | 48,1° S    | 92,6° W     | 28 km    |
| Zetes     | Zete - Argonauta, figlio di Borea e di Orizia.                                                                           | 20° S      | 223° W      | 29 km    |